# Мурманская улица (Мурманск)
Мурманская улица — улица в Ленинском округе города Мурманска. Расположена вдоль железной дороги в Росту в историческом районе Зелёный Мыс .
Улица появилась в 1920-е годы и носила название Дачная улица. Застроена была преимущественно частными домами. В послевоенные годы здесь был построен жилой квартал для рабочих и строителей мурманского порта. В районе был детский сад, столовая, почтовое отделение, прачечная и клуб «Портовик». В середине XX века на улице были построены 1 кирпичный и 3 двухэтажных деревянных дома.
17 апреля 1956 года улица получила современное название.
В годы перестройки учреждения и организации на улице были закрыты и большая часть домов была снесена, а жители переселены в новые дома. В настоящее время на улице сохранилось 2 жилых многоквартирных здания (деревянное и кирпичное) и несколько промышленных построек. Деревянный дом № 56 аварийный и расселяется с 1987 года.
Улице посвящена песня Алексея Косаревского.